# Jean Tschumi
Jean André Tschumi (né le 14 février 1904 à Plainpalais  et mort le 25 janvier 1962 ,) est un architecte suisse, professeur à l'École polytechnique fédérale de Lausanne.
Faisant partie du Mouvement moderne, Jean Tschumi est connu pour ses constructions pour Sandoz (laboratoire, usine), Nestlé (pavillons à divers expositions internationales, siège social), la Mutuelle vaudoise (siège social), ainsi que pour certains de ses projets (Paris souterrain, Tour d'observation, etc.).

## Biographie
Jean André Tschumi est né à Plainpalais, dans le canton de Genève en Suisse. Sa mère, Maria, est née en 1873, Krummenacher de naissance, et vient de Schüpfheim, et son père Johann, né en 1871, est un menuisier ébéniste bernois; ils se sont mariés en 1899. Ils déménageront à Renens en 1906, rue du Simplon.
En 1915, à l'âge de 11 ans, Jean Tschumi fait ses premières approches du dessin sous l'égide de son père, qui le pousse à faire des exercices, tout en l'initiant au travail du bois. Peu avant d'obtenir son certificat de scolarité à l'école primaire supérieure de Renens en avril 1918, il s'inscrit aux cours professionnels de la Société Industrielle de Lausanne,. Au même moment, il commence pour un an un apprentissage de dessinateur-architecte au bureau Charles Braun.
Il étudie à l'École nationale supérieure des beaux-arts avec Emmanuel Pontremoli. Puis il travaille chez le designer de meuble et d'interieur Émile-Jacques Ruhlmann. En 1936, il commence à travailler avec le sculpteur Édouard-Marcel Sandoz, fils d'Édouard Sandoz, fondateur de la compagnie pharmaceutique Sandoz.
Tschumi commence à travailler pour la compagnie Sandoz, au début sur de petits projets. Après la seconde guerre mondiale, Tschumi conçoit les laboratoires Sandoz à Orléans et Noisy-le-Sec. D'autres projets sont terminés après sa mort : le quartier général de Sandoz à Rueil-Malmaison, terminé en 1968 par Bernard Zehrfuss et l'architecte suisse Martin Burckhardt.
Il est le père de l'architecte Bernard Tschumi.

## Principales réalisations

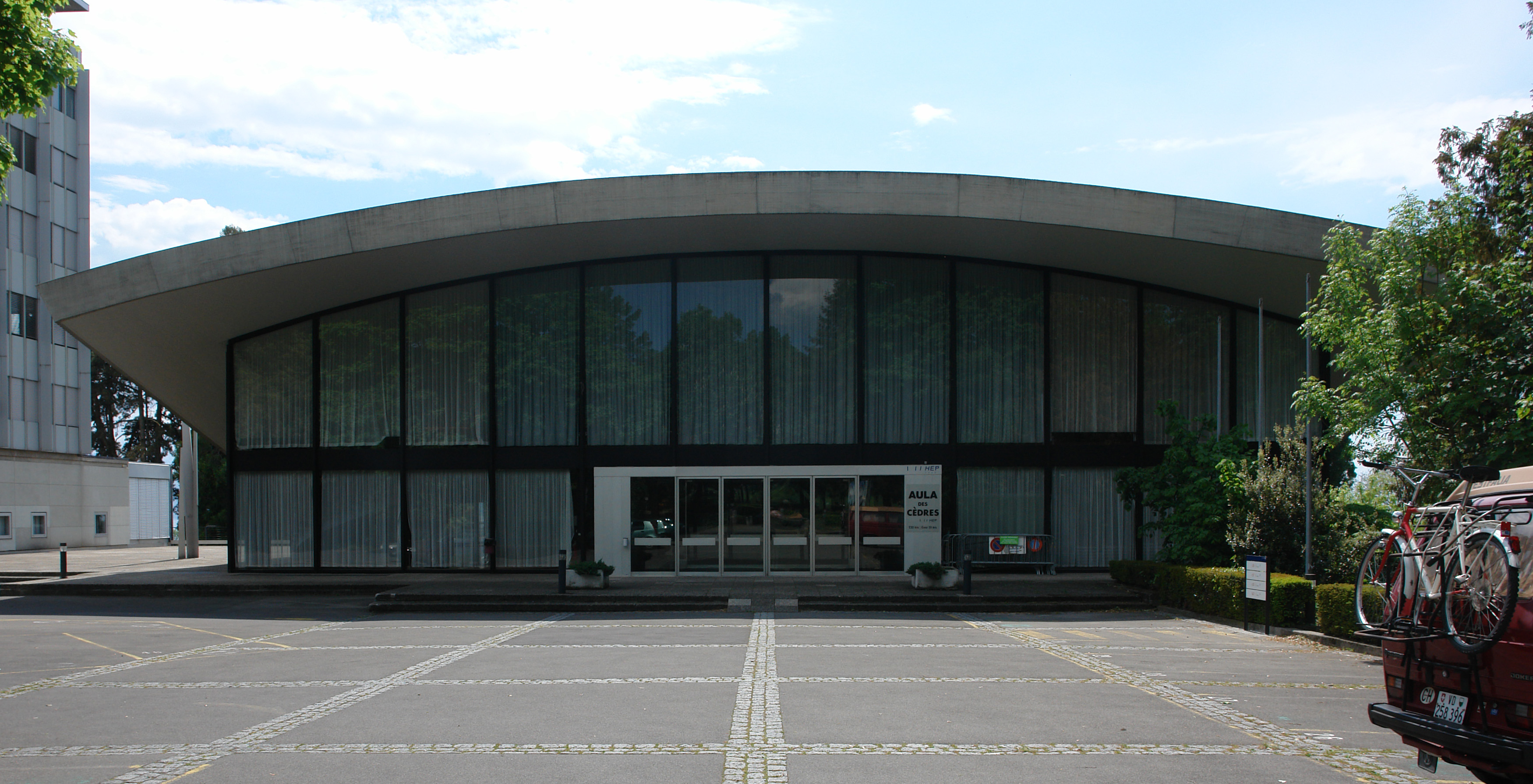
Auditorium de l'École Polytechnique Fédérale de Lausanne
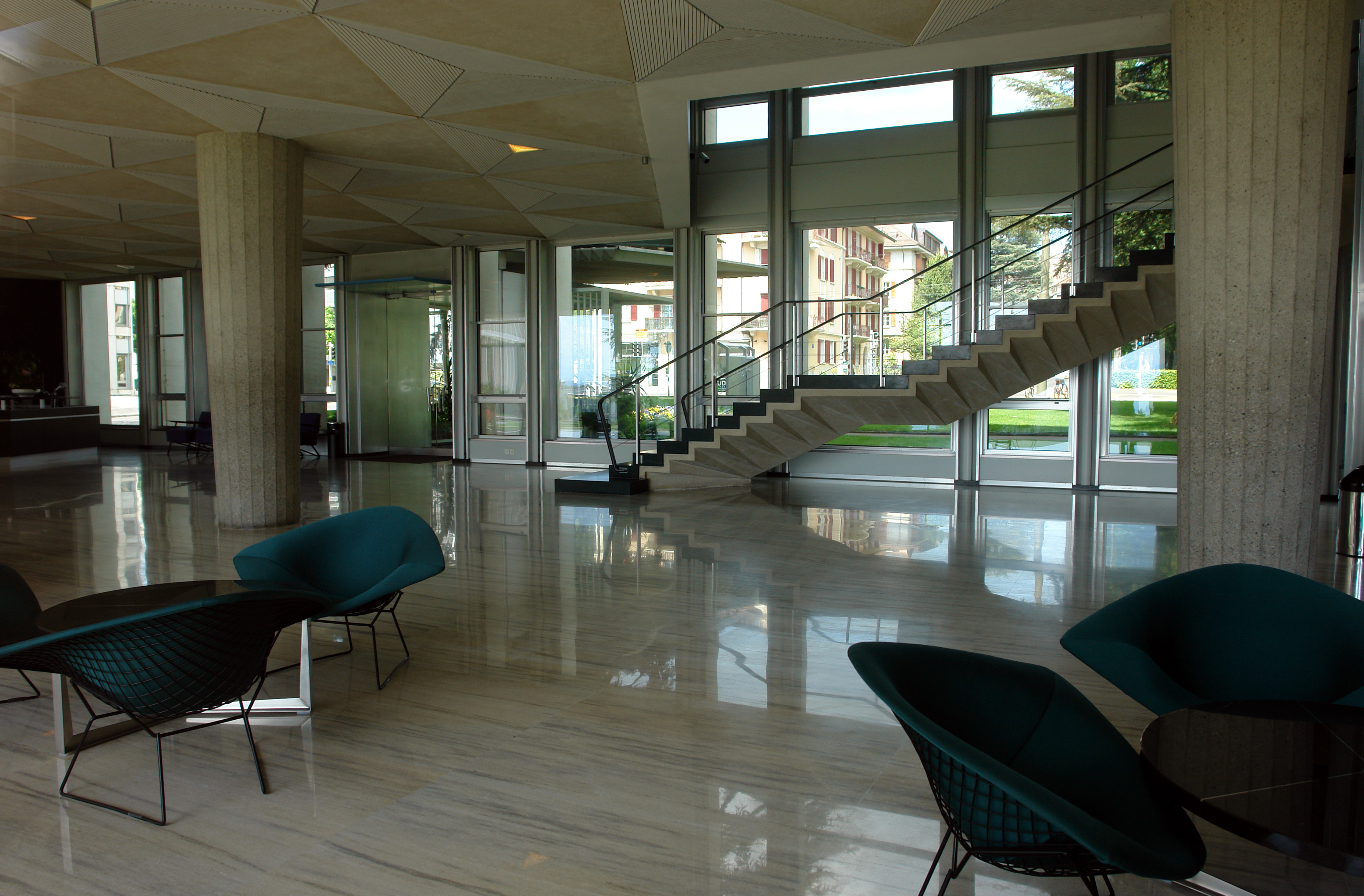
Mutuelle Vaudoise Assurance, Lausanne
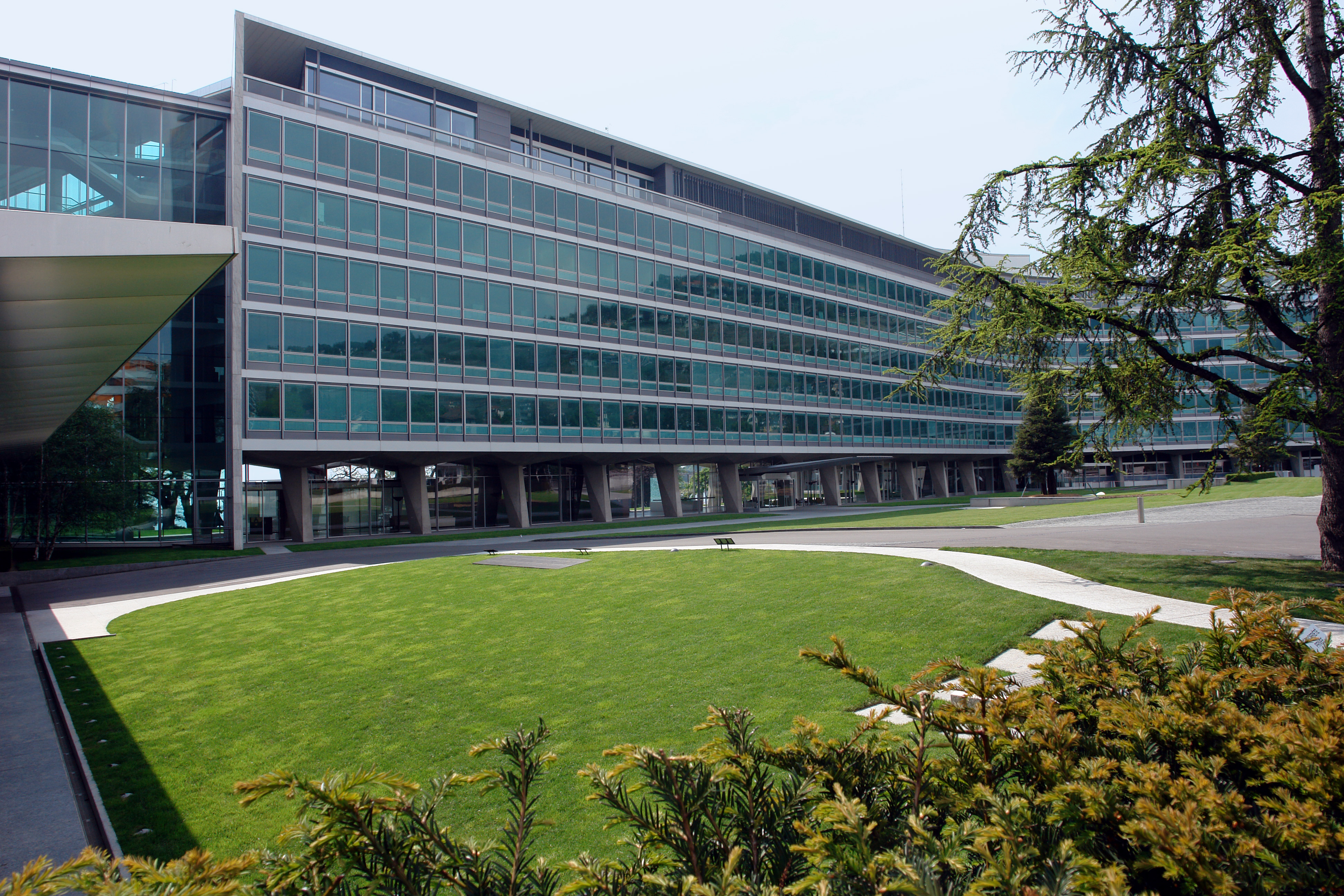
Quartier général de Nestlé, Vevey
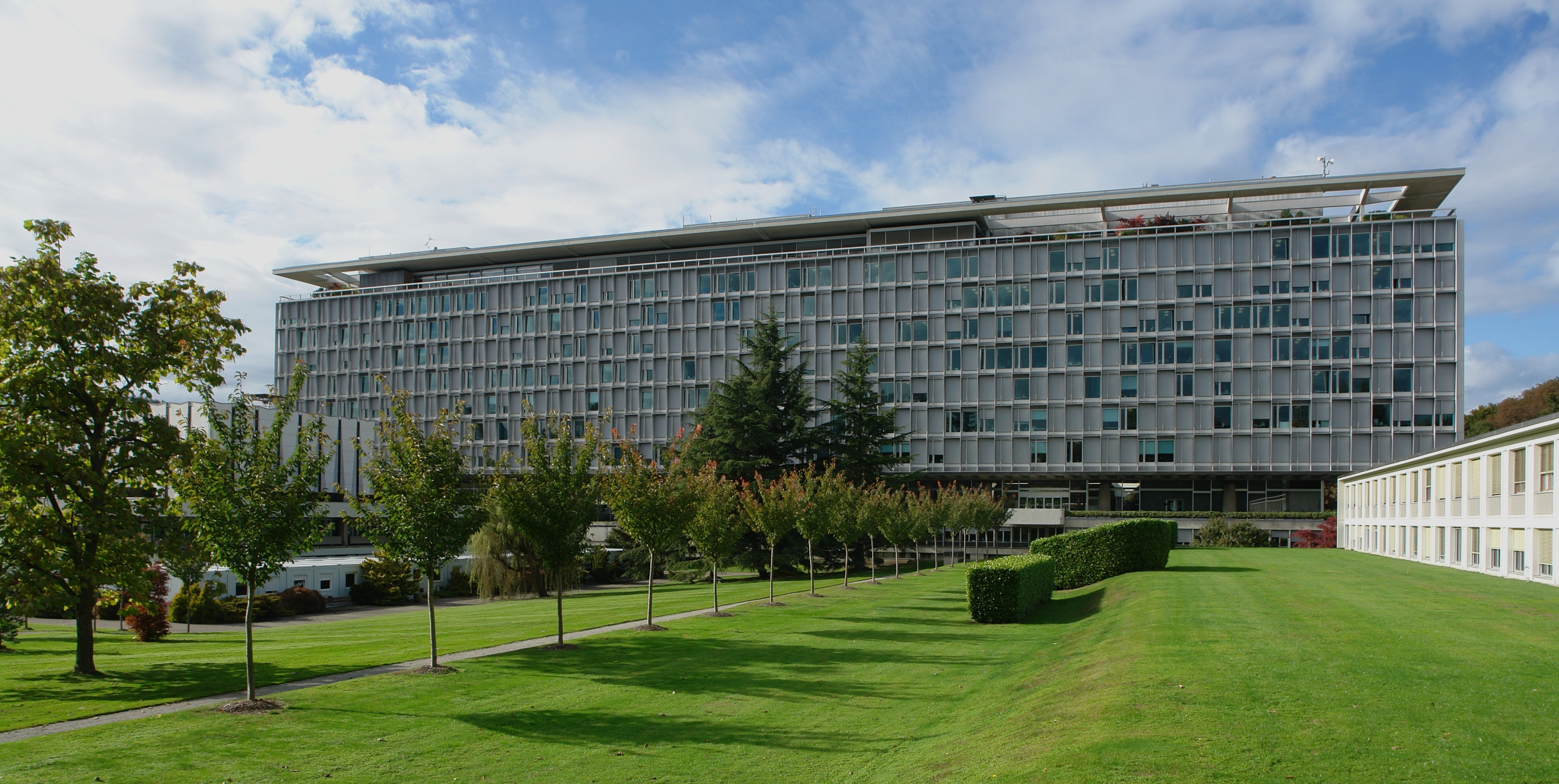
OMS, Genève

### Archives
- Fonds : Jean Tschumi.  Cote : CH-001538-7 0060. Archives de la construction moderne-EPFL, Lausanne.